# Schultz Levente
Schultz Levente (Szeged, 1977. március 22. –) magyar labdarúgó.

## Sportpályafutása
Az FTC-ben lett élvonalbeli labdarúgó, első bajnoki mérkőzését az 1995.augusztus 30-i Szombathelyi Haladás ellen 3-0-ra megnyert mérkőzésen játszotta. Varga Zoltán és Nyilasi Tibor edzősége alatt is stabil kerettag volt, de megsérült, kétszer is lábtörést szenvedett, ezért nem tudott ugyanolyan teljesítményt nyújtani, mint azelőtt. Utolsó bajnoki mérkőzését a Ferencvárosban 2001. április 18-án játszotta a Videoton FC ellen (5-0).
Ezután számos magyar csapatban megfordult, először idegenlégiósként az osztrák SV  St. Margarethen csapatánál játszott a 2006-2007-es szezonban. Innen igazolt a német SV Wacker Burghausenhez. A 2008–2009-es szezonban 29  bajnokin kapott lehetőséget a harmadosztályú német együttesben, három  gólt lőtt, és öt gólpasszt adott. A Kicker idényvégi játékosrangsorában a  214. helyen végzett, 3.86-os átlaggal.
2009 júliusában kétéves szerződést  írt alá a ZTE csapatához. Ebből egy évet töltött le, majd a másodosztályú PMFC-hez igazolt, ahol 2012-ig játszott. Egy év erejéig Ausztriában, a St. Petersdorf csapatánál légióskodott, majd 2013 év elején, a téli átigazolási időszak során az NB III-ban szereplő Dorogi FC csapatához igazolt. A dorogiakkal bajnoki címet nyert, azonban a Nagykanizsa elleni idegenbeli mérkőzés elején egy durva szabálytalanságot követően súlyosan megsérült és több találkozót kihagyva, azóta sem tudott csatasorba állni. Így nem szerepelhetett a bajnokavató zárófordulóban és az azt követő NB II-ért folytatott osztályozó mérkőzéseken.

### Válogatott
Bicskei Bertalan meghívta a keretbe, de nem lépett pályára a válogatottban.

## Sikerei, díjai
FTC
- Magyar bajnok: 1995-1996, 2000-2001
- Bajnoki ezüstérmes: 1997-1998, 1998-1999
- Bajnoki bronzérmes: 1996-1997

ZTE
- Magyarkupa-döntős: 2010

DOROG
- Bajnoki cím (NB III. - 2013)